# Dorit Beinisch

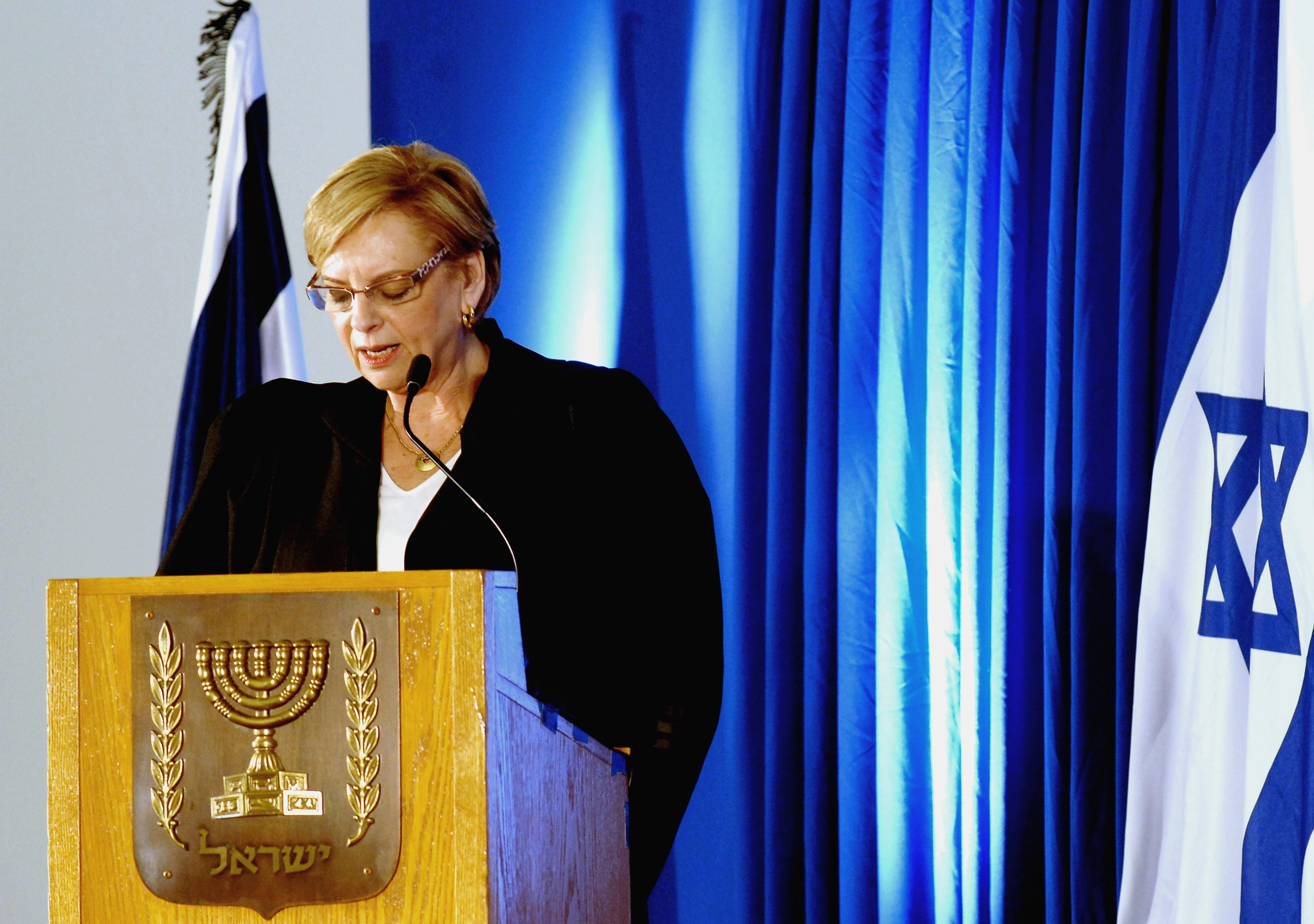
Dorit Beinisch (2006)

Dorit Beinisch (* 28. Februar 1942 in Tel Aviv) (hebräisch דורית ביניש) ist eine israelische Juristin. Sie war von 1995 bis 2012 Mitglied des Obersten Gerichts Israels, während fünfeinhalb Jahren bis zu ihrer Pensionierung Ende Februar 2012 als dessen Präsidentin.

## Werdegang
Dorit Beinisch wurde in Tel Aviv im damaligen englischen Mandatsgebiet Palästina geboren. Sie besuchte das dortige Neue Gymnasium und leistete ihren Wehrdienst in den Israelischen Streitkräften, zuletzt im Range eines Oberleutnants, bevor sie an der Hebräischen Universität Jerusalem Rechtswissenschaft studierte. Sie erlangte dort 1966 den Grad eines Bachelor of Laws (LL.B) und 1968 eines Master of Laws (LL.M).
Nach ihrem Studium war sie bei der Distriktsstaatsanwaltschaft von Jerusalem und später der Generalstaatsanwaltschaft tätig. Von 1976 bis 1982 leitete sie die Abteilung für die Eingaben an das Oberste Gericht bei der Generalstaatsanwaltschaft. In Zusammenarbeit mit Yitzhak Zamir, dem Rechtsbeirat der Regierung, eröffnete sie im Mai 1986 ein Justizverfahren im Fall der Ermordung von zwei palästinensischen Gefangenen durch Geheimdienstler in der Affäre um die Entführung des Busses 300, die eine Verletzung rechtsstaatlicher Prinzipien darstellte und vor allem Ministerpräsident Jitzchak Schamir belastete, nachdem die Militärjustiz nach einer von Mosche Arens eingeleiteten internen Untersuchung den Fall bereits für abgeschlossen hielt.
1982 bis 1988 war sie Assistenz-Generalstaatsanwältin und wurde 1989 Generalstaatsanwältin. 1995 wurde sie Mitglied des Obersten Gerichts, dem sie von 14. September 2006 bis 28. Februar 2012 als Präsidentin diente. Sie war die erste Frau in dieser Position.
Beinisch strebte eine Reform des Obersten Gerichtes an, das sich, nach amerikanischem Vorbild, auf die Anhörung von Fällen beschränken sollte, die wichtige juristische Fragen implizieren.